# Мукашев, Тлеужан Мукашевич
Тлеужан Мукашевич Мукашев (1881, аул № 1, Актюбинский уезд, Тургайская область — 1937) — советский государственный и партийный деятель.

## Биография
C 1911 по 1917 год — писарь 3-го участка Актюбинского уезда, секретарь по закупке скота для действующей армии (г. Орск). C августа 1917 года — делопроизводитель Актюбинской земской управы; с сентября 1918 года — в уездной милиции.
- 1918—1921 годы — заведующий отделом Актюбинского исполкома,
- 1921—1923 годы — заместитель председателя, а затем и председатель Актюбинского губисполкома и горисполкома,
- 1923—1924 годы — заведующий отделом ЦИК Киргизской АССР,
- март 1924 — июнь 1925 года — председатель Казахского отделения Верховного Суда РСФСР,
- 1925—1926 годы — член Казахского отделения Верховного Суда РСФСР,
- 1926—1928 годы — председатель Уральского губернского суда,
- 1928—1930 годы— прокурор Уральской окружной прокуратуры,
- февраль-август 1930 года — член Казахского отделения Верховного Суда РСФСР,
- 1930 год — председатель колхоза «Гигант» и одновременно председатель Энбекши-Казахского райколхозсоюза,
- 1931—1932 годы — председатель Энбекши-Казахского райисполкома.

С октября 1932 по ноябрь 1937 года — заместитель председателя Верховного суда Казахской АССР (с 1936 года — Верховного суда Казахской ССР).